# گودکووو
گودکووو (به لاتین: Godkowo) یک روستا در لهستان است که در گمینا گودکووو واقع شده‌است. گودکووو ۲۶۰ نفر جمعیت دارد.